# Án lệ 68/2023/AL
Án lệ 68/2023/AL về quyền nhận di sản bằng hiện vật là nhà ở của người thừa kế là người Việt Nam định cư ở nước ngoài là án lệ thứ 68 thuộc lĩnh vực dân sự của hệ thống pháp luật Việt Nam, được Hội đồng Thẩm phán Tòa án nhân dân tối cao thông qua, Chánh án Nguyễn Hòa Bình ra quyết định công bố ngày 1 tháng 10 năm 2023, và có hiệu lực cho tòa án các cấp trong cả nước nghiên cứu, áp dụng trong xét xử từ ngày 1 tháng 11 năm 2023. Án lệ này dựa trên nguồn án là Quyết định giám đốc thẩm số 06/2019/DS-GĐT ngày 18/3/2019 của Hội đồng Thẩm phán Tòa án nhân dân tối cao, nội dung xoay quanh quyền nhận di sản của người Việt Nam định cư ở nước ngoài, điều kiện nhận nhà ở và luật áp dụng. Giáo sư, Tiến sĩ Luật, Thành viên Hội đồng tư vấn án lệ Đỗ Văn Đại từ Trường Đại học Luật Thành phố Hồ Chí Minh đã đề xuất để lựa chọn nguồn án này làm án lệ.
Xuất phát điểm từ vợ chồng Lý Vĩnh–Nguyễn Ngọc ở Sài Gòn những năm 50 của thế kỷ XX, có một người con gái chung, gia đình dựng nhà sinh sống trên một mảnh đất và được chính quyền cấp giấy tờ chứng nhận. Người chồng chết, con gái xuất cảnh sang Hoa Kỳ sinh sống, để lại người vợ Nguyễn Ngọc sống cùng gia đình của cháu họ ruột. Sau đó 30 năm, người vợ chết, trong bối cảnh mà hai vợ chồng đều không để lại di chúc khi qua đời thì tranh chấp di sản thừa kế diễn ra giữa 3 người là con gái chung của Lý Vĩnh–Nguyễn Ngọc — Việt kiều định cư tại Hoa Kỳ, người con gái riêng của Lý Vĩnh đòi 1 phần quyền thừa kế từ bố, và cháu họ ruột của Nguyễn Ngọc đòi lại những gì đã đóng góp trong 30 năm chăm sóc, nuôi dưỡng người dì cũng như quản lý tài sản nhà đất kể từ khi anh em họ rời Việt Nam. Hai chị em cùng cha khác mẹ đi tới thỏa thuận chia đất, trong khi 2 anh em họ không thể thương lượng. Các tranh chấp được thụ lý và hợp nhất vào 1 vụ án, lần lượt trải qua sơ thẩm, kháng nghị sơ thẩm, phúc thẩm, kháng nghị phúc thẩm rồi giám đốc thẩm sau 10 năm để rồi giao ngược trở về sơ thẩm để giải quyết lại.
Quyết định giám đốc thẩm được lựa chọn làm án lệ đã xác định được 2 vấn đề cho tố tụng và giải quyết tranh chấp nhà đất, đó là việc áp dụng luật phù hợp trong bối cảnh tranh chấp diễn ra trong thời gian dài, các luật mới, luật thay thế liên tục ra đời; và khẳng định việc người thừa kế là người Việt Nam định cư ở nước ngoài được phép nhận di sản bằng hiện vật là nhà ở, tức nghĩa là có quyền sở hữu nhà ở tại Việt Nam nếu đáp ứng các điều kiện theo Luật Nhà ở 2014.

## Nội dung vụ án

### Bối cảnh chung
Tại Sài Gòn những năm 1950, Lý Vĩnh K (gọi tắt là Lý Vĩnh) và Nguyễn Thị B (gọi tắt là Nguyễn Thị) chung sống với nhau, có một người con gái là Nguyễn Túy H (gọi tắt là Nguyễn Túy). Từ năm 1950, 2 người không còn chung sống với nhau nữa, Lý Vĩnh kết hôn với Nguyễn Ngọc H (gọi tắt là Nguyễn Ngọc), có một con gái là Lý Lan H (gọi tắt là Lý Lan). Gia đình Lý Vĩnh, Nguyễn Ngọc và Lý Lan sống với nhau ở căn nhà và mảnh đất 151B trong thành phố, không sống cùng Nguyễn Thị và Nguyễn Túy. Đến năm 1970, 2 vợ chồng được cấp bằng khoán điền thổ đối với nhà đất 151B, đứng tên vợ chồng. Năm 1971, gia đình có thêm một người đến sống cùng là Nguyễn Quang D (gọi tắt là Nguyễn Quang), cháu ruột gọi Nguyễn Ngọc bằng dì. Năm 1978, Lý Vĩnh chết, con gái thứ 2 là Lý Lan xuất cảnh sang sống ở Hoa Kỳ trong cùng năm, nhà đất 151B còn 2 dì cháu Nguyễn Ngọc và Nguyễn Quang. Sang năm 1981, Tòa Phúc thẩm Tòa án nhân dân tối cao tại Thành phố Hồ Chí Minh ban hành một bản án phúc thẩm trong tranh chấp đất đai mảnh 151B, trong đó xác định ngôi nhà ở 151B là tài sản chung của vợ chồng Lý Vĩnh, Nguyễn Ngọc, đồng thời với việc Lý Vĩnh đã chết, Tòa chia cho Nguyễn Ngọc  được sở hữu toàn bộ hiện vật gồm ngôi nhà nêu trên – là tài sản gắn trên đất và một số tư liệu sinh hoạt trong căn nhà và yêu cầu bà phải hoàn lại cho bên thừa kế một số tiền để được trọn quyền sở hữu ngôi nhà. Bản án 1981 chưa chia quyền sử dụng đất thổ cư 151B.
Sau khi Lý Lan rời khỏi Việt Nam, Nguyễn Quang chuyển hộ khẩu về 151B, chính thức từ ngày 12 tháng 2 năm 1985, chăm sóc dì là Nguyễn Ngọc thường đau yếu vì đã có tuổi, đồng thời bảo quản đất đai, nhà cửa. Ông cũng đã bán căn nhà ở cũ để chuyển sang 151B theo đề nghị của dì từ năm 1984. Trong những năm này, Nguyễn Ngọc từng xuất cảnh sang Hoa Kỳ với con gái Lý Lan theo diện đoàn tụ những năm 1998–2006. Trước khi đi, Nguyễn Ngọc ủy quyền cho Nguyễn Quang quản lý, sử dụng và chịu trách nhiệm trông coi nhà, đất 151B theo hợp đồng ủy quyền lập tại một phòng công chức ở Thành phố Hồ Chí Minh vào ngày 3 tháng 1 năm 1998. Năm 2000, người vợ đầu của Lý Vĩnh là Nguyễn Thị qua đời. Cuối năm 2006, Nguyễn Ngọc trở lại Việt Nam, Nguyễn Quang làm thủ tục bảo lãnh để dì nhập hộ khẩu nhà 151B. Sau đó, Nguyễn Ngọc đã luống tuổi già yếu, thường xuyên đau ốm, được một mình cháu là Nguyễn Quang chăm sóc, nuôi dưỡng và đưa đi khám chữa bệnh. Đến ngày 21 tháng 3 năm 2009 thì Nguyễn Ngọc mất, được Nguyễn Quang lo toàn bộ ma chay, hỏa táng. Ba người Lý Vĩnh, Nguyễn Thị, Nguyễn Ngọc khi qua đời đều không lập di chúc chia tài sản.

### Hai tranh chấp trên một tài sản
Tháng 8–10 năm 2009, con gái cả của Lý Vĩnh là Nguyễn Túy đệ đơn khởi kiện em gái cùng cha khác mẹ Lý Lan tại Tòa án nhân dân Thành phố Hồ Chí Minh về việc chia thừa kế mảnh đất 151B, trở thành tranh chấp thứ nhất về tài sản này. Theo đó, Nguyễn Túy trình bày rằng cho đến thời điểm khởi kiện thì tài sản là nhà đất 151B mới chỉ được chia quyền sở hữu nhà, chưa được chia thừa kế quyền sử dụng đất. Mảnh đất được thiết lập từ 1970 với 2 bằng khoán điền thổ số 1947 diện tích 500 m², liền kề số 1948 diện tích 440 m² hiện không còn phản ánh đúng với diện tích đất hiện tại, nay được thống nhất sử dụng bản vẽ hiện trạng có diện tích 698,14 m². Với việc là con gái của Lý Vĩnh – người đứng tên mảnh đất, Nguyễn Túy yêu cầu chia thừa kế theo pháp luật, cụ thể yêu cầu chia và nhận hiện vật diện tích đất là 120 m² mảnh 151B. Với yêu cầu này, bị đơn là em gái cùng cha khác mẹ Lý Lan đã đồng ý với yêu cầu của nguyên đơn Nguyễn Túy.
Tháng 1 năm 2010, cháu ruột của Nguyễn Ngọc là Nguyễn Quang đệ đơn khởi kiện anh em họ là Lý Lan về việc đòi công sức, đóng góp nuôi dưỡng Nguyễn Ngọc, trông nom bảo quản nhà đất 151B, trở thành tranh chấp thứ 2 về tài sản này. Theo đơn kiện, Nguyễn Quang trình bày rằng Lý Lan xuất cảnh bất hợp pháp sang Hoa Kỳ, ông là người chăm sóc, nuôi dưỡng dì và trông nom quản lý nhà đất 151B gần 30 năm, phải lo toàn bộ ma chay, hỏa táng cho dì với số tiền là 26 triệu đồng. Vào tháng 6 năm 2009, ông tình cờ phát hiện tại trụ sở Ủy ban nhân dân phường niêm yết và đính kèm các văn bản khai nhận di sản với nội dung người đề nghị nhận di sản là Lý Lan. Ông cho rằng việc Lý Lan không có thảo luận và nói với ông bất cứ nội dung nào về việc đề nghị nhận di sản. Nay, Nguyễn Quang yêu cầu Lý Lan phải chia cho ông 180 m² đất, là phần công sức đóng góp đối với việc nuôi dưỡng, chăm sóc, lo ma chay cho dì Nguyễn Ngọc và trông nom quản lý nhà đất gần 30 năm. Hơn nữa, Nguyễn Quang cho rằng anh em họ là Lý Lan đang cư trú tại Hoa Kỳ, mang quốc tịch Hoa Kỳ và không sinh sống, làm việc tại Việt Nam nên ông xin được nhận toàn bộ hiện vật và thanh toán giá trị cho Lý Lan.
Đối với tranh chấp thứ hai, ngày 29 tháng 7 năm 2014, bị đơn Lý Lan có đơn phản tố, trình bày rằng năm 2009, sau khi mẹ qua đời, bà đã tiến hành thủ tục khai nhận di sản theo văn bản khai nhận di sản ở một phòng công chứng tại Thành phố Hồ Chí Minh, đã kê khai trước bạ theo thông báo nộp lệ phí trước bạ nhà, đất tại Chi cục thuế quận. Khi tiến hành thủ tục khai nhận di sản, anh em họ Nguyễn Quang cũng biết và không có ý kiến gì về việc khai nhận di sản của bà. Đồng thời, việc khai nhận di sản đã được niêm yết công khai tại Ủy ban nhân dân phường và cũng không nhận được bất kỳ một văn bản nào tranh chấp, khiếu nại liên quan đến căn nhà trên. Về chi phí mai táng cho mẹ thì bà đã trả cho Nguyễn Quang số tiền 10 triệu đồng, còn những khoản khác bà cho rằng mình không có nghĩa vụ phải trả. Trong quá trình sử dụng nhà, đất thì Nguyễn Quang kinh doanh quán cà phê thu lợi nhuận từ năm 1985 đến nay [2014]. Do đó, bà không đồng ý với yêu cầu của Nguyễn Quang đòi chia 180 m² đất là công sức đóng góp đối với việc nuôi dưỡng, chăm sóc, lo ma chay và trông nom quản lý nhà đất cho mẹ. Đồng thời, bà yêu cầu Nguyễn Quang và gia đình phải trả lại nhà đất trên cho bà ngay khi bản án, quyết định của Tòa án có hiệu lực thi hành.

## Tiền giám đốc thẩm

### Sơ thẩm và kháng nghị

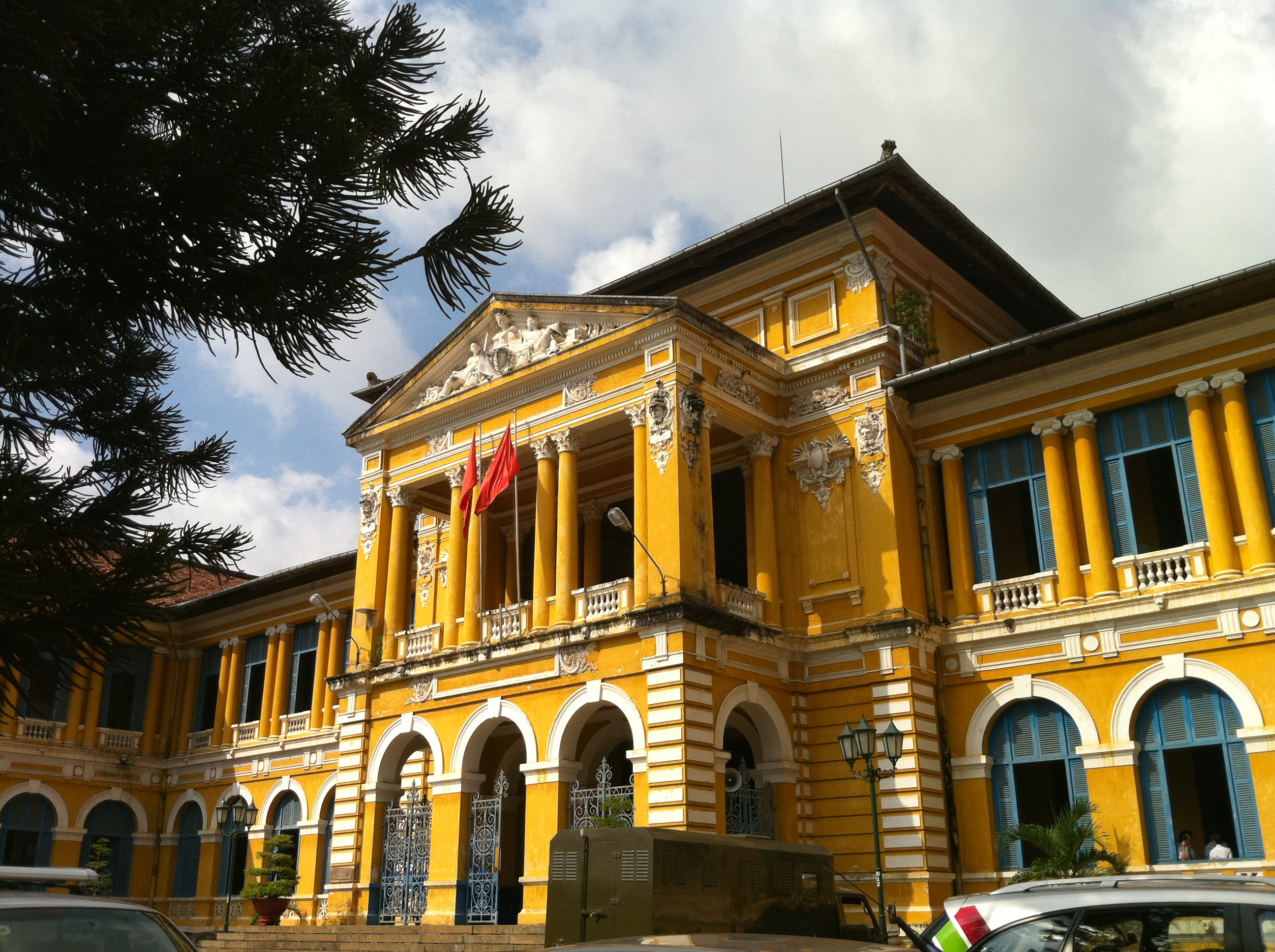
Tòa án nhân dân Thành phố Hồ Chí Minh, nơi xét xử sơ thẩm và sơ thẩm lại của vụ án.

Ngày 29 tháng 3 năm 2013, với vai trò là cơ quan thụ lý 2 vụ án tranh chấp, Tòa án nhân dân Thành phố Hồ Chí Minh quyết định nhập 2 vụ án dân sự này vào làm 1 để cùng xử lý. Ngày 5 tháng 5 năm 2015, Tòa án nhân dân Thành phố Hồ Chí Minh mở phiên dân sự sơ thẩm tại trụ sở ở 131 Nam Kỳ Khởi Nghĩa, Bến Thành, Quận 1. Ở tranh chấp thứ nhất, Tòa sơ thẩm quyết định chấp nhận yêu cầu của nguyên đơn Nguyễn Túy và ghi nhận sự tự nguyện của chị em Nguyễn Túy, Lý Lan, theo đó xác định di sản thừa kế của Lý Vĩnh và Nguyễn Ngọc là quyền sử dụng đất mảnh 151B, hàng thừa kế thứ nhất của Lý Vĩnh là vợ Nguyễn Ngọc cùng 2 con gái Nguyễn Túy, Lý Lan. Tuyên Nguyễn Túy được chia và nhận hiện vật diện tích đất 120 m², đồng thời nguyên đơn được quyền liên hệ các cơ quan chức năng có thẩm quyền để làm thủ tục tách thửa đất và đăng ký để được cấp giấy chứng nhận quyền sử dụng đất nêu trên theo quy định của pháp luật. Ở tranh chấp thứ 2, Tòa chấp nhận yêu cầu của nguyên đơn Nguyễn Quang, xác định nguyên đơn có công sức đóng góp đối với việc nuôi dưỡng, chăm sóc, lo toàn bộ ma chay cho Nguyễn Ngọc và trông nom quản lý nhà đất 151B. Theo đó, tuyên Nguyễn Quang được chia 120 m² đất là công sức đóng góp đối với việc nuôi dưỡng, chăm sóc, lo toàn bộ ma chay cho Nguyễn Ngọc và trông nom quản lý nhà đất tọa lạc tại 151B. Bên cạnh đó, Tòa cấp sơ thẩm nhận định và tuyên rằng bị đơn Lý Lan không đủ điều kiện đứng tên quyền sở hữu nhà, đất theo quy định, do đó tuyên nguyên đơn Nguyễn Quang được nhận toàn bộ hiện vật đối với phần thừa kế của bị đơn Lý Lan, bao gồm diện tích đất là 458,14 m² và công trình xây dựng trên đất còn lại sau khi đã chia cho Nguyễn Túy và Nguyễn Quang của mảnh 151B; đồng thời Nguyễn Quang có trách nhiệm thanh toán cho bị đơn Lý Lan toàn bộ giá trị quyền sử dụng đất và giá trị công trình xây dựng nêu trên của mảnh 151B là gần 23,5 tỷ đồng trong thời hạn 6 tháng kể từ ngày bản án có hiệu lực pháp luật.
Ngày 13 tháng 5 năm 2015, bị đơn Lý Lan kháng cáo ở tranh chấp thứ 2, theo đó không đồng ý chia cho nguyên đơn Nguyễn Quang 120 m² đất và đề nghị giao cho bà nhận toàn bộ hiện vật. Ngày 15 tháng 5, nguyên đơn Nguyễn Quang kháng cáo yêu cầu định giá lại tài sản là nhà, đất tranh chấp. Ngày 20 tháng 5, Viện trưởng Viện kiểm sát nhân dân Thành phố Hồ Chí Minh kháng nghị bản án dân sự sơ thẩm nêu trên theo thủ tục phúc thẩm với lý do rằng bản án sơ thẩm tuyên cho nguyên đơn được nhận toàn bộ hiện vật — do bị đơn được thừa kế của bố mẹ — và hoàn lại giá trị cho bị đơn là sai. Hơn nữa, phần quyết định tuyên nguyên đơn thanh toán cho bị đơn hưởng thừa kế trong thời hạn 6 tháng kể từ ngày bản án có hiệu lực pháp luật là không đúng.

### Phúc thẩm và kháng nghị
Ngày 21 tháng 4 năm 2016, Tòa án nhân dân cấp cao tại Thành phố Hồ Chí Minh mở phiên dân sự phúc thẩm ở trụ sở tại 124 đường Nam Kỳ Khởi Nghĩa. Tòa phúc thẩm quyết định chấp nhận một phần kháng nghị của Viện trưởng Viện kiểm sát nhân dân Thành phố Hồ Chí Minh, chấp nhận kháng cáo về việc định giá của nguyên đơn Nguyễn Quang, không chấp nhận kháng cáo của bị đơn Lý Lan. Tòa tuyên sửa án sơ thẩm, theo đó xác định hàng thừa kế thứ nhất của Lý Vĩnh và Nguyễn Ngọc là Nguyễn Túy và Lý Lan, xác định di sản thừa kế của 2 vợ chồng để lại là quyền sử dụng đất 698,33 m² 151B, riêng Nguyễn Ngọc còn để lại phần giá trị căn nhà 151B. Tòa xác định Nguyễn Quang có công sức đóng góp đối với việc nuôi dưỡng, chăm sóc, lo toàn bộ ma chay cho Nguyễn Ngọc và trông nom quản lý nhà, đất tọa lạc tại 151B, do đó tuyên xử giữ nguyên nội dung bản án sơ thẩm về tranh chấp thứ nhất giữ Nguyễn Túy và Lý Lan; đối với tranh chấp thứ hai thì Nguyễn Quang được chia công sức đóng góp, bảo quản, giữ gìn khối tài sản tương ứng bằng 120 m² đất, đồng thời được nhận toàn bộ hiện vật đối với phần thừa kế của bị đơn Lý Lan được hưởng bao gồm diện tích đất là còn lại và phần xây dựng nhà, có nghĩa vụ phải thanh toán cho Lý Lan toàn bộ giá trị quyền sử dụng đất và giá trị xây dựng nhà mà bà được hưởng thừa kế với số tiền là gần 16 tỷ đồng.
Sau khi xét xử phúc thẩm, bị đơn Lý Lan có đơn đề nghị giám đốc thẩm đối với bản án dân sự phúc thẩm nêu trên. Ngày 18 tháng 10 năm 2018, Viện trưởng Viện kiểm sát nhân dân tối cao kháng nghị đối với bản án dân sự phúc thẩm trên của Tòa án nhân dân cấp cao tại Thành phố Hồ Chí Minh, đề nghị Hội đồng Thẩm phán Tòa án nhân dân tối cao xét xử giám đốc thẩm hủy bản án dân sự phúc thẩm nêu trên và bản án dân sự sơ thẩm trước đó của Tòa án nhân dân Thành phố Hồ Chí Minh về phần đòi công sức đóng góp nuôi dưỡng, trông nom, bảo quản nhà, đất; đồng thời giao hồ sơ vụ án cho Tòa án nhân dân Thành phố Hồ Chí Minh giải quyết sơ thẩm lại theo đúng quy định của pháp luật.

## Giám đốc thẩm
Ngày 18 tháng 3 năm 2019, với yêu cầu kháng nghị của Viện trưởng, Hội đồng Thẩm phán đã nhất trí mở phiên xét xử giám đốc thẩm tại trụ sở tòa ở số 48 đường Lý Thường Kiệt, Hoàn Kiếm, Hà Nội.

### Nhận định của tòa án
Hội đồng xét xử chấp nhận sự tự nguyện của các bên trong tranh chấp thứ nhất giữa 2 chị em cùng cha khác mẹ Nguyễn Túy, Lý Lan. Theo đó, phiên giám đốc thẩm tập trung vào tranh chấp thứ hai giữa 2 anh em họ Nguyễn Quang, Lý Lan. Về việc định giá tài sản, Hội đồng xét xử nhận định rằng ngày 1 tháng 2 năm 2016, Tòa phúc thẩm định giá lại nhà đất 151B nhưng không thông báo cho nguyên đơn và bị đơn biết là không đúng với quy định của pháp luật và trái với quy định tại Bộ luật Tố tụng dân sự 2004, 2015, tuy nhiên, tại phiên tòa giám đốc thẩm, đại diện Viện kiểm sát nhân dân tối cao rút kháng nghị và không đề nghị Hội đồng xét xử xem xét về việc định giá tài sản trên, nên Hội đồng xét xử giám đốc thẩm không xem xét.
Đối với việc tính công sức cho nguyên đơn Nguyễn Quang thì xét thực tế Lý Lan xuất cảnh sang Hoa Kỳ từ năm 1978, chỉ còn dì cháu Nguyễn Ngọc và Nguyễn Quang sống tại nhà số 151B, và Nguyễn Quang cùng vợ và các con chuyển hộ khẩu về đây từ năm 1985. Nguyễn Quang là người trực tiếp chăm sóc, nuôi dưỡng Nguyễn Ngọc cho đến khi cụ chết, trừ giai đoạn cụ sang Hoa Kỳ với Lý Lan những năm 1998–2006. Như vậy, có cơ sở xác định nguyên đơn Nguyễn Quang là người có công sức trông nom, bảo quản, giữ gìn khối tài sản trên; đồng thời, nguyên đơn cũng là người có công chăm sóc, nuôi dưỡng và mai táng Nguyễn Ngọc. Tuy nhiên, tại Tòa án các đương sự đều xác định khi nguyên đơn quản lý, sử dụng nhà 151B có kinh doanh quán bán cà phê thu lợi nhuận. Trong trường hợp này, Hội đồng xét xử nhận định rằng lẽ ra phải làm rõ công sức bảo quản tài sản, khoản tiền chăm sóc, nuôi dưỡng và mai táng khi Nguyễn Ngọc chết, đồng thời làm rõ thu nhập từ việc kinh doanh quán bán cà phê để từ đó xác định công sức của nguyên đơn cho phù hợp, Tòa sơ thẩm và phúc thẩm chưa làm rõ những vấn đề nói trên nhưng chia công sức bằng hiện vật là 120 m² trong tổng số 698,33 m² đất cho Nguyễn Quang — tương ứng một phần thừa kế như Nguyễn Túy — là không có cơ sở, làm ảnh hưởng đến quyền lợi của Lý Lan.
Đối với việc giao hiện vật là phần thừa kế của Lý Lan cho Nguyễn Quang, Hội đồng xét xử viện dẫn Luật Đất đai 2013, cụ thể:
"Trường hợp tất cả người nhận thừa kế quyền sử dụng đất, quyền sở hữu nhà ở, tài sản khác gắn liền với đất đều là người nước ngoài hoặc người Việt Nam định cư ở nước ngoài không thuộc đối tượng được mua nhà ở gắn liền với quyền sử dụng đất ở tại Việt Nam quy định tại khoản 1 Điều này thì người nhận thừa kế không được cấp Giấy chứng nhận quyền sử dụng đất, quyền sở hữu nhà ở và tài sản khác gắn liền với đất nhung được chuyển nhượng hoặc được tặng cho quyền sử dụng đất thừa kế theo quy định..."— khoản 3 Điều 186 Luật Đất đai 2013.

"Trường hợp trong số những người nhận thừa kế có người Việt Nam định cư ở nước ngoài không thuộc đối tượng được mua nhà ở gắn liền với quyền sử dụng đất ở tại Việt Nam còn những người khác thuộc diện được nhận thừa kế quyền sử dụng đất theo quy định của pháp luật về đất đai mà chưa phân chia thừa kế quyền sử dụng đất cho từng người nhận thừa kế thì những người nhận thừa kế hoặc người đại diện có văn bản ủy quyền theo quy định nộp hồ sơ về việc nhận thừa kế tại cơ quan đăng ký đất đai để cập nhật vào sổ địa chính. Sau khi giải quyết xong việc phân chia thừa kế thì cấp Giấy chứng nhận quyền sử dụng đất, quyền sở hữu nhà ở và tài sản khác gắn liền với đất cho người thuộc đối tượng được cấp Giấy chứng nhận quyền sử dụng đất, quyền sở hữu nhà ở và tài sản khác gắn liền với đất; đối với người Việt Nam định cư ở nước ngoài không thuộc đối tượng được mua nhà ở gắn liền với quyền sử dụng đất ở tại Việt Nam thì phần thừa kế được giải quyết theo quy định tại khoản 3 Điều này."— khoản 4 Điều 186 Luật Đất đai 2013.

Hội đồng Thẩm phán, nội dung nhận định.
Trên cơ sở pháp lý này, Hội đồng xét xử nhận định rằng nếu bị đơn Lý Lan không được quyền cấp giấy chứng nhận quyền sử dụng đất, nhưng được quyền chuyển nhượng hoặc được tặng cho quyền sử dụng đất thừa kế, việc Tòa sơ thẩm, Tòa phúc thẩm căn cứ Điều 186 Luật Đất đai 2013 để xác định Lý Lan không được cấp giấy chứng nhận quyền sử dụng đất và giao toàn bộ hiện vật đối với phần thừa kế của bà bao gồm nhà, đất trên diện tích 485,33 m² cho nguyên đơn Nguyễn Quang và Nguyễn Quang thanh toán cho Lý Lan giá trị quyền sử dụng đất và giá trị xây dựng nhà là không đúng quy định của pháp luật. Mặt khác, Hội đồng xét xử nhận định Lý Lan có đủ điều kiện để nhận thừa kế nhà ở tại Việt Nam theo quy định mới của Luật Nhà ở 2014, cần giao toàn bộ hiện vật đối với phần thừa kế cho bị đơn Lý Lan. Vì vậy, cần chấp nhận kháng nghị của Viện trưởng, hủy một phần bản án dân sự phúc thẩm và một phần bản án dân sự sơ thẩm nêu trên về chia công sức đóng góp nuôi dưỡng, trông nom, bảo quản nhà đất và giao hiện vật để xét xử sơ thẩm lại, đúng quy định của pháp luật.

### Quyết định
Từ những nhận định trong phiên giám đốc thẩm, Hội đồng thẩm phán quyết định chấp nhận quyết định kháng nghị giám đốc thẩm số Viện trưởng, tuyên hủy một phần bản án dân sự phúc thẩm của Tòa án nhân dân cấp cao tại Thành phố Hồ Chí Minh và hủy một phần bản án dân sự sơ thẩm của Tòa án nhân dân Thành phố Hồ Chí Minh, trong đó giữ nội dung bản án về sự tự nguyện thống nhất chia thừa kế giữa nguyên đơn Nguyễn Túy và bị đơn Lý Lan, hủy phần nội dung về chia công sức đóng góp, bảo quản giữ gìn khối tài sản tương ứng bằng 120 m² đất cho nguyên đơn Nguyễn Quang và việc Nguyễn Quang được nhận toàn bộ hiện vật của bị đơn Lý Lan. Đồng thời giao hồ sơ vụ án cho Tòa án nhân dân Thành phố Hồ Chí Minh xét xử lại theo thủ tục sơ thẩm.

## Hình thành án lệ

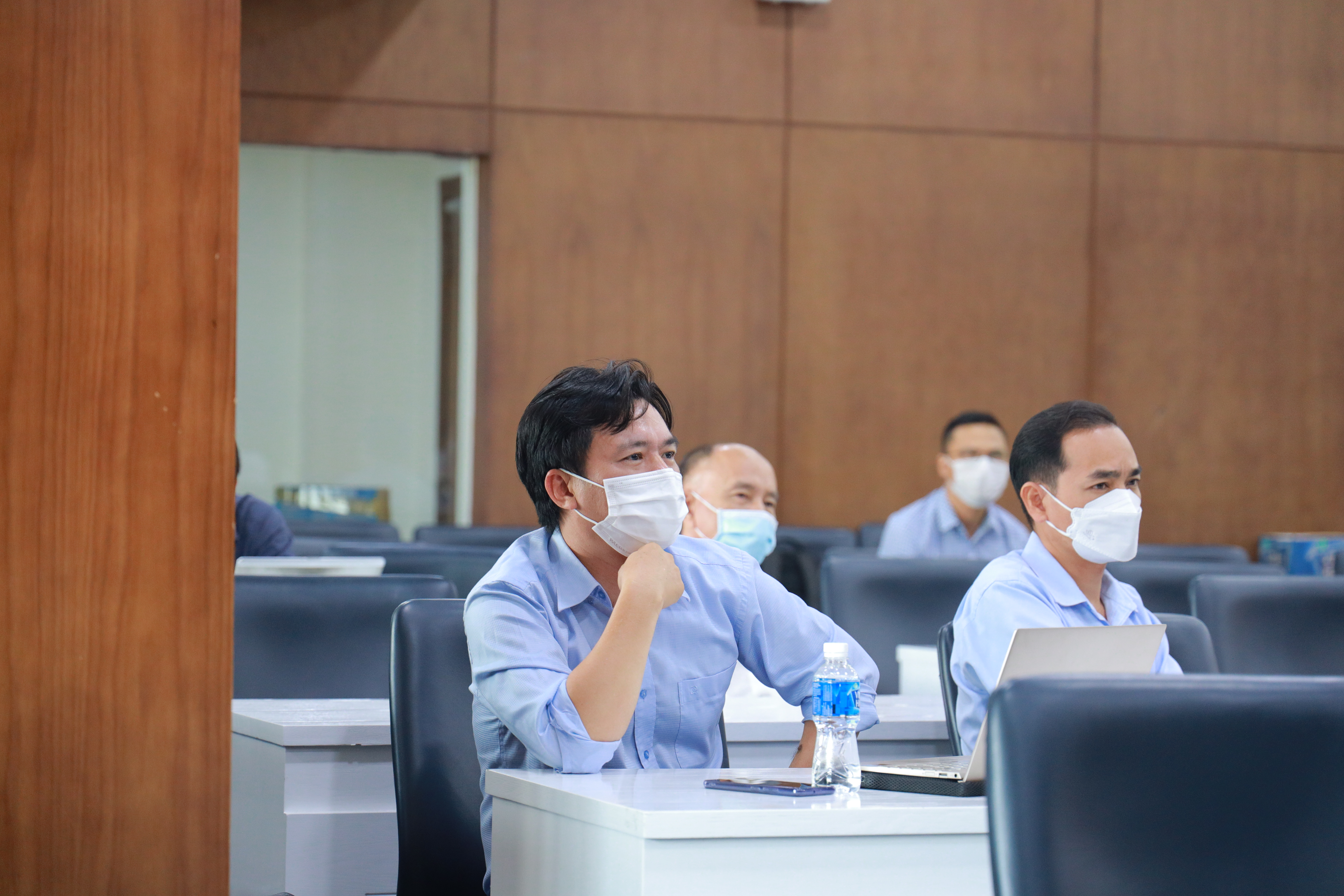
Giáo sư Đỗ Văn Đại, người đề xuất thông qua Án lệ 68/2023/AL.

Đầu năm 2023, luật gia Đỗ Văn Đại đã đề xuất lựa chọn quyết định giám đốc thẩm này của Hội đồng Thẩm phán làm án lệ, và là 1 trong 14 đề xuất giai đoạn này. Sau đó, theo tiến trình lựa chọn, Tòa án nhân dân tối cao đã phối hợp với Liên minh châu Âu và Chương trình phát triển Liên hợp quốc (UNDP) tổ chức lấy ý kiến từ, tổ chức họp Hội đồng tư vấn án lệ nhằm thảo luận, cho ý kiến. Trên cơ sở ý kiến góp ý của các thành viên Hội đồng tư vấn án lệ, Vụ Pháp chế và Quản lý khoa học xin rút 5 dự thảo án lệ, đến ngày 16 tháng 8 thì Hội đồng Thẩm phán họp và quyết định thông qua 7 trong 8 dự thảo, trong đó chọn quyết định giám đốc thẩm của vụ án trên làm Án lệ số 68/2023/AL.
Là người đề xuất án lệ này, luật gia Đỗ Văn Đại nhận định rằng quan hệ thừa kế thường kéo dài với những vấn đề pháp lý xảy ra ở các thời điểm khác nhau, ví dụ như thời điểm mở thừa kế, thời điểm yêu cầu chia di sản. Theo ông, nếu các thời điểm này đều xảy ra vào lúc một luật đang có hiệu lực thì sẽ căn cứ luật này sẽ điều chỉnh. Tuy nhiên, không hiếm trường hợp các vụ án tương tự vụ án trên xảy ra trong thời gian dài, gồm cả những thời điểm luật thay đổi nên cần xác định pháp luật nào được dẫn chiếu để điều chỉnh, trong khi đó hệ thống pháp luật hiện nay chưa có hướng xử lý rõ ràng, đặc biệt khi di sản là nhà, quyền sử dụng đất. Ông ví dụ rằng thực tế nhiều người để lại di sản là nhà đất chết trước khi Luật Đất đai 2013 và Luật Nhà ở 2014 có hiệu lực nhưng những người thừa kế lại yêu cầu chia di sản đó sau khi các luật này có hiệu lực và 2 Luật trên không hướng dẫn việc có áp dụng hay không trong trường hợp này. Do đó, thực tiễn đã có sự lúng túng trong việc xác định pháp luật để áp dụng. Theo ông, Án lệ 68/2023/AL đã được thông qua với tình huống là người để lại di sản là quyền sở hữu nhà ở và quyền sử dụng đất chết trước ngày Luật Đất đai 2013, Luật Nhà ở 2014 có hiệu lực. Tranh chấp về chia thừa kế tài sản được tòa án giải quyết sau thời điểm 2 Luật đã có hiệu lực, khi đó, tòa án áp dụng 2 Luật này để giải quyết.